# Amomek
Amomek (Amomum Roxburgh) – rodzaj bylin z rodziny imbirowatych (Zingiberaceae). Obejmuje ponad 110 gatunków występujących w tropikalnej Azji i Australii. Liczne gatunki są uprawiane w Azji południowo-wschodniej (A. compactum, A. maximum, A. subulatum) jako rośliny lecznicze i przyprawowe dostarczające kardamonu. A. maximum jest wykorzystywany także jako warzywo. 

## Morfologia

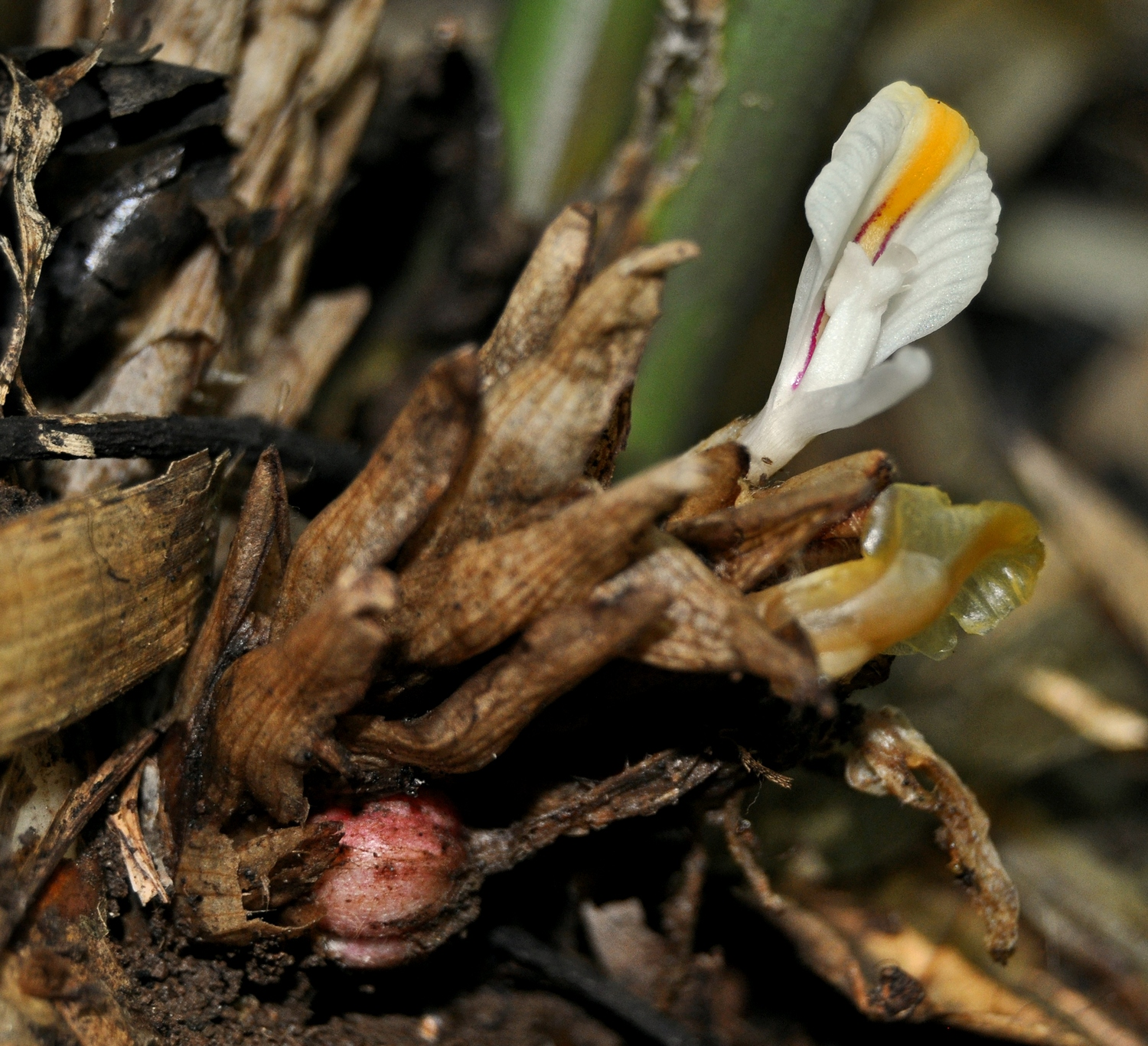
Kwiaty Amomum compactum

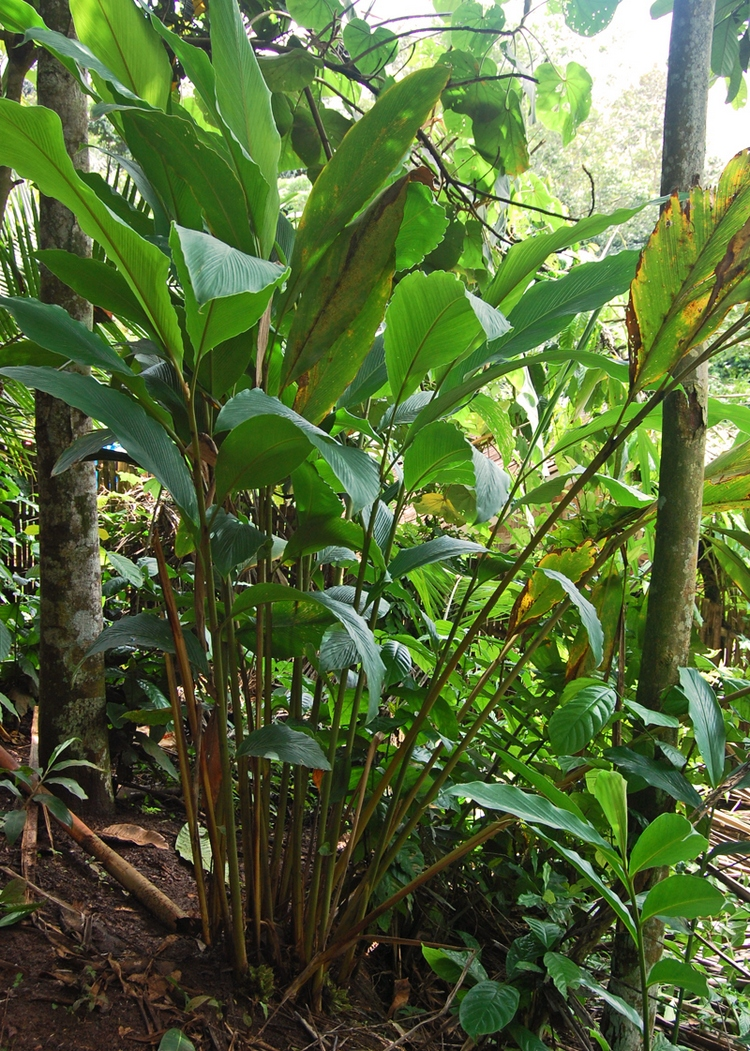
Pokrój Amomum maximum

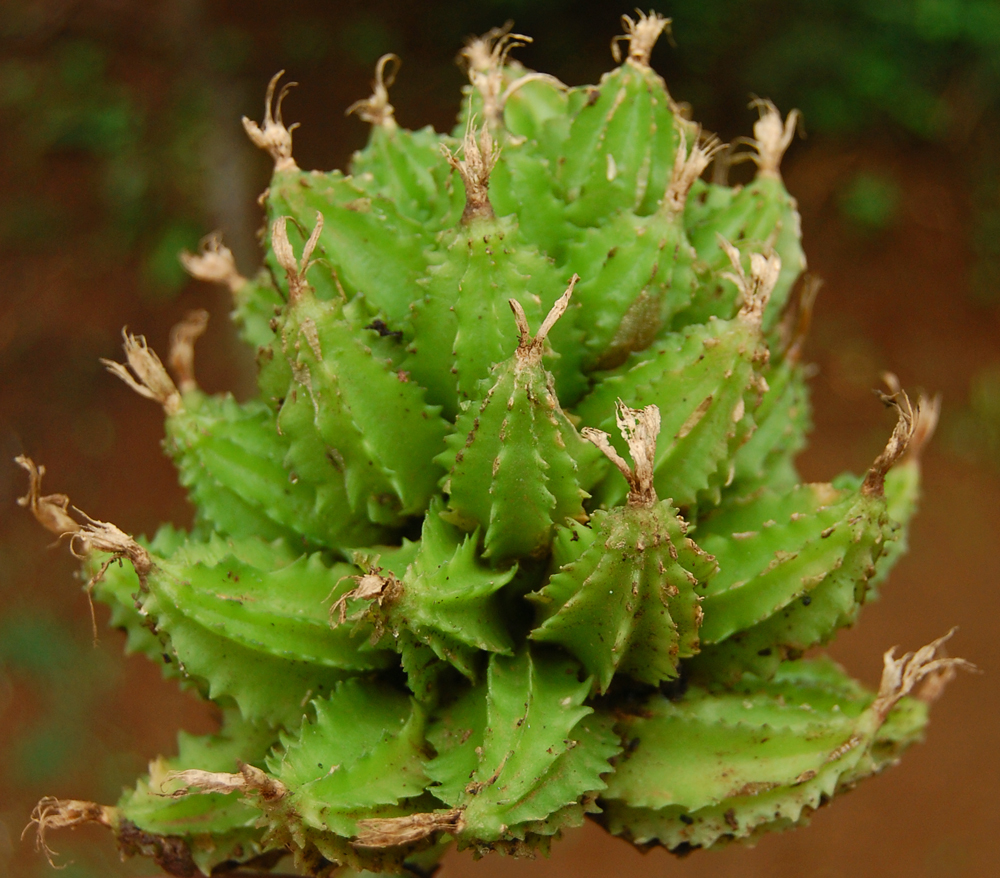
Owoce Amomum maximum

PokrójRośliny zielne z silnie rozrastającym się kłączem. Z kłącza wyrastają wysokie nibyłodygi (osiągające do 5 m) tworzone z silnie wydłużonych pochew liściowych. Liście o blaszce owalnej, lancetowatej lub równowąskiej. Języczek liściowy całobrzegi lub dwudzielny.
KwiatyZebrane po kilka w gęste i krótkie kwiatostany kłosokształtne, wyrastające z kłącza na krótkiej lub długiej szypule okrytej łuskowatymi pochwami. Przysadki zwykle rurkowate. Kielich zielonkawy, zrosły w rurkę, na szczycie z trzema ząbkami. Korona składa się z trzech listków, tworzących walcowatą rurkę. Płatki na końcach owalne lub równowąskie, przy czym listek środkowy zwykle jest dłuższy i bardziej wypukły. Z sześciu pręcików funkcjonuje tylko jeden, dwa inne pręciki wewnętrznego okółka wykształcają się płatkowato i są zrośnięte w zwykle okazałą warżkę (labellum). Warżka jest zwykle żółta lub pomarańczowa w części centralnej, z czerwonymi żyłkami, na obrzeżach jaśniejsza, do białawej. Słupek jeden, dolny z trójkomorową zalążnią. Szyjka słupka nitkowata, zakończona drobnym, lejkowatym znamieniem.
OwocTorebka, często kolczasta.

## Systematyka
Pozycja i podział według APWeb (aktualizowany system APG IV z 2016)
Rodzaj należy do podrodziny Alpinioideae Link, rodziny imbirowatych (Zingiberaceae) będącej kladem siostrzanym rodziny kostowcowatych Costaceae. Wraz z nią należy do rzędu imbirowców (Zingiberales) reprezentującego jednoliścienne (monocots) w obrębie roślin okrytonasiennych.
Wykaz gatunków
- Amomum alborubellum K.Schum. & Lauterb.
- Amomum ampliflorum Y.H.Tan & H.B.Ding
- Amomum andamanicum V.P.Thomas, Dan & M.Sabu
- Amomum apiculatum K.Schum.
- Amomum aquaticum Raeusch.
- Amomum argyrophyllum Ridl.
- Amomum bicornutum Ridl.
- Amomum bilabiatum S.Sakai & Nagam.
- Amomum billburttii Skornick. & Hlavatá
- Amomum biphyllum (Saensouk & P.Saensouk) Skornick. & Hlavatá
- Amomum bungoensis Aimi Syaz. & Meekiong
- Amomum calcicola Lamxay & M.F.Newman
- Amomum carnosum V.P.Thomas & M.Sabu
- Amomum centrocephalum A.D.Poulsen
- Amomum cephalotes Ridl.
- Amomum chaunocephalum K.Schum.
- Amomum chayanianum (Yupparach) Skornick. & Hlavatá
- Amomum chevalieri Gagnep. ex Lamxay
- Amomum chong-eui (C.K.Lim) Skornick. & Hlavatá
- Amomum chryseum Lamxay & M.F.Newman
- Amomum cinnamomeum Skornick., Luu & H.Ð.Tr?n
- Amomum corrugatum Skornick., H.Ð.Tr?n & Luu
- Amomum curtisii (Baker) Skornick. & Hlavatá
- Amomum dampuianum V.P.Thomas, M.Sabu & Lalramngh.
- Amomum dealbatum Roxb.
- Amomum deuteramomum K.Schum.
- Amomum diphyllum (K.Schum.) Skornick. & Hlavatá
- Amomum dolichanthum D.Fang
- Amomum echinatum Willd.
- Amomum elan (C.K.Lim) Skornick. & Hlavatá
- Amomum erythranthum Y.H.Tan & H.B.Ding
- Amomum exertum (Scort.) Skornick. & Hlavatá
- Amomum flavorubellum K.Schum. & Lauterb.
- Amomum foetidum Boonma & Saensouk
- Amomum fragile S.Q.Tong
- Amomum fragrans Skornick. & Hlavatá
- Amomum garoense S.Tripathi & V.Prakash
- Amomum glabrum S.Q.Tong
- Amomum globba J.F.Gmel.
- Amomum gymnopodum K.Schum.
- Amomum hainanense Y.S.Ye, J.P.Liao & P.Zou
- Amomum hochreutineri Valeton
- Amomum hypoleucum Thwaites
- Amomum johorense (C.K.Lim) Skornick. & Hlavatá
- Amomum kerbyi (R.M.Sm.) Skornick. & Hlavatá
- Amomum kingii Baker
- Amomum kwangsiense D.Fang & X.X.Chen
- Amomum lacteum Ridl.
- Amomum lagarophyllum Skornick. & Hlavatá
- Amomum laoticum Gagnep.
- Amomum latiflorum (Ridl.) Skornick. & Hlavatá
- Amomum limianum (Picheans. & Yupparach) Skornick. & Hlavatá
- Amomum longipes Valeton
- Amomum longipetiolatum Merr.
- Amomum lutescens Luu & Skornick.
- Amomum luzonense Elmer
- Amomum macrodons Scort.
- Amomum maximum Roxb.
- Amomum meghalayense V.P.Thomas, M.Sabu & Sanoj
- Amomum menglaense S.Q.Tong
- Amomum mengtzense H.T.Tsai & P.S.Chen
- Amomum miriflorum Skornick. & Q.B.Nguyen
- Amomum mizanianum (C.K.Lim) Skornick. & Hlavatá
- Amomum monophyllum Gagnep.
- Amomum nagamiense V.P.Thomas & M.Sabu
- Amomum nemorale (Thwaites) Trimen
- Amomum nimkeyense M.Sabu, Hareesh, Tatum & A.K.Das
- Amomum odontocarpum D.Fang
- Amomum odoratum Skornick. & Aver.
- Amomum pauciflorum Baker
- Amomum pellitum Ridl.
- Amomum petaloideum (S.Q.Tong) T.L.Wu
- Amomum plicatum Lamxay & M.F.Newman
- Amomum poonsakianum (Picheans. & Yupparach) Skornick. & Hlavatá
- Amomum pratisthana J.Sarma, S.Dey, C.K.Salunkhe & Barbhuiya
- Amomum prionocarpum Lamxay & M.F.Newman
- Amomum procurrens Gagnep.
- Amomum pterocarpum Thwaites
- Amomum puberulum (Ridl.) Skornick. & Hlavatá
- Amomum purpureorubrum S.Q.Tong & Y.M.Xia
- Amomum putrescens D.Fang
- Amomum queenslandicum R.M.Sm.
- Amomum ranongense (Picheans. & Yupparach) Skornick. & Hlavatá
- Amomum raoi V.P.Thomas & M.Sabu
- Amomum repoeense Pierre ex Gagnep.
- Amomum riwatchii M.Sabu & Hareesh
- Amomum robertsonii Craib
- Amomum rugosum (Y.K.Kam) Skornick. & Hlavatá
- Amomum sabuanum V.P.Thomas, Nissar & U.Gupta
- Amomum schistocalyx Y.H.Tan & H.B.Ding
- Amomum schlechteri K.Schum.
- Amomum sericeum Roxb.
- Amomum siamense Craib
- Amomum slahmong (C.K.Lim) Skornick. & Hlavatá
- Amomum smithiae (Y.K.Kam) Skornick. & Hlavatá
- Amomum spathilabium Kaewsri
- Amomum stenocarpum Valeton
- Amomum stenosiphon K.Schum.
- Amomum subcapitatum Y.M.Xia
- Amomum subulatum Roxb. – amomek szydlasty
- Amomum sumatranum (Valeton) Skornick. & Hlavatá
- Amomum tephrodelphys K.Schum.
- Amomum terminale Ridl.
- Amomum tibeticum (T.L.Wu & S.J.Chen) X.E.Ye, L.Bai & N.H.Xia
- Amomum trianthemum K.Schum.
- Amomum trichanthera Warb.
- Amomum trilobum Gagnep.
- Amomum unifolium Gagnep.
- Amomum velutinum X.E.Ye, Skornick. & N.H.Xia
- Amomum wandokthong (Picheans. & Yupparach) Skornick. & Hlavatá
- Amomum warburgianum K.Schum. & Lauterb.
- Amomum warburgii (K.Schum.) K.Schum.
- Amomum yingjiangense S.Q.Tong & Y.M.Xia